# Hypoponera dideroti
Hypoponera dideroti es una especie de hormiga del género Hypoponera, subfamilia Ponerinae.